# ARNT2
ARNT2‏ (Aryl hydrocarbon receptor nuclear translocator 2) هوَ بروتين يُشَفر بواسطة جين ARNT2 في الإنسان.